# Wer Dank opfert, der preiset mich, BWV 17
Wer Dank opfert, der preiest mich, BWV 17 (Aquell que m’ofereix accions de gràcies em glorifica), és una cantata religiosa de Johann Sebastian Bach estrenada a Leipzig el 22 de setembre de 1726, per al catorzè diumenge després de la Trinitat.

## Origen i context
Aquesta cantata pertany a un grup d'obres dedicades al temps després de la Trinitat que ha costat fixar-ne la data de composició i que inicialment se situava cap a l'any 1732. També, durant molt de temps s'han suposat d'autor anònim, però actualment s'atribueix a Christoph Helm, que és el responsable d'un seguit de cantates compostes pel cosí de Bach, Johann Ludwig Bach (vegeu la cantata BWV 15), que el mateix Bach interpretà a Leipzig durant l'any 1726. El text fa referència a l'evangeli del dia (Lluc 17, 11-19), en què narra la curació de deu leprosos, dels quals només un, que era samarità, li donà les gràcies; el passatge assenyala el deure que tenen els fidels de reconèixer les bones obres de Déu. Està dividia en dues parts, en la primera es descriu la incommensurable bondat de Déu, i a la segona, el deure dels cristians a regraciar-li. Per a aquest diumenge es conserven a més, la cantata BWV 25 i la BWV 78.

## Anàlisi
Obra escrita per a soprano, contralt, tenor, baix i cor; dos oboès d'amor, corda i baix continu. Consta de set números agrupats en dues parts, la segona comença en el número 4, un recitatiu de tenor.
1. Cor:  Wer Dank opfert, der preiest mich  (Aquell que m'ofereix accions de gràcies em glorifica)
2. Recitatiu (contralt): Es muss die ganze Welt ein stummer Zeuge werden  (Que el Món sencer esdevingui el testimoni mut)
3. Ària (soprano):  Herr, deine Güte reicht, so weit der Himmel ist (Senyor, la teva bondat, és tan extensa com el Cel)

Segona part 
1. Recitatiu (tenor):  Einer aber unter ihnen, da er sahe, dass er gesund worden war (Un d'entre ells, veient que estava guarit)
2. Ària (tenor):  Welch Übermaß der Güte  (Com n'és d'exuberant la bondat)
3. Recitatiu (baix): Sieh meinen Willen an, ich kenne, was ich bin (Mira la meva voluntat, sé el que sóc)
4. Coral:  Wie sich ein Vatr erbarmet  (Talment el Pare que s'apiada)

El cor inicial comença amb una simfonia instrumental que es confon amb el motet coral que canta el  Salm 50. Un recitatiu de contralt, número 2, introdueix l'ària, també de contralt, dividida en tres seccions unides per un ritornello, que clou la primera part. La segona s'obre amb un recitatiu narratiu del tenor, que fa d'evangelista, i el mateix tenor, acompanyat de tota la corda, canta la segona ària que s'assembla molt a una dansa. Un altre recitatiu secco, ara de baix, porta al coral final en què es canta la melodia tradicional Nun lob, mein Seel, den Herren, que fou incorporada a la reforma luterana per Hans Kugelmann, l'any 1540.

## Discografia seleccionada
- J.S. Bach: Das Kantatenwerk. Sacred Cantatas Vol. 1. Nikolaus Harnoncourt, Wiener Sängerknaben & Chorus Viennensis, Hans Gillesberger (director del cor), Concentus Musicus Wien, Paul Esswood, Kurt Equiluz, Max van Egmond. (Teldec), 1994.
- J.S. Bach: The complete live recordings from the Bach Cantata Pilgrimage. CD 40: Abbaye d'Ambronay; 24 de setembre de 2000. John Eliot Gardiner, Monteverdi Choir, English Baroque Soloists, Malin Hartelius, Robin Tyson, James Gilchrist, Peter Harvey. (Soli Deo Gloria), 2013.
- J.S. Bach: Complete Cantatas Vol. 17 . Ton Koopman, Amsterdam Baroque Orchestra & Choir, Sandrine Piau, Bogna Bartosz, Chrispoh Prégardien, Klaus Mertens. (Challenge Classics), 2005.
- J. S. Bach: Church Cantatas Vol. 5. Helmuth Rilling, Gächinger Kantorei, Bach-Collegium Stuttgart, Arleen Auger, Gabriele Schreckenbach, Adalbert Kraus, Walter Heldwein. (Hänssler), 1999.
- J.S. Bach: Cantatas Vol. 46. Masaaki Suzuki, Bach Collegium Japan, Hana Blazikova, Robin Blaze, Gerd Türk, Peter Kooij. (BIS), 2009.
- J.S. Bach: Cantatas for the Complete Liturgical Year. Vol. 4. Sigiswald Kuijken, La Petite Bande, Gerlinde Sämann, Petra Noskaiova, Jan Kobow, Dominik Wörner. (Accent), 2006.